# Christian Kregeloh
Christian Kregeloh   (Schwelm, 22 d'agost de 1988) és un pilot de trial alemany. L'any 2004 va guanyar el Campionat d'Europa de trial juvenil en la categoria de 250 cc amb Sherco. Des d'aleshores ha anat competint en diversos campionats, centrant-se darrerament en el Campionat d'Alemanya i en proves de països fronterers.